# Gordon-Growth-Modell
Das Gordon-Growth-Modell (auch Dividendenwachstumsmodell oder Dividendendiskontierungsmodell) ist ein nach Myron J. Gordon benanntes Finanzmodell zur Berechnung des Wertes einer Investition unter der Annahme eines gleichbleibenden Wachstums der Dividenden. Es gehört zu den Discounted Cash-Flow-Verfahren der Unternehmensbewertung und ist ein häufig genutztes Verfahren zur Berechnung des Endwerts einer Investition.

## Berechnung
Der Wert einer Investition berechnet sich gemäß Gordon-Growth-Modell aus:
{\displaystyle {\text{Wert}}={\frac {\text{Dividende}}{r-g}}}
Dabei bezeichnet {\displaystyle r} die Diskontierungsrate und {\displaystyle g} die ewige Wachstumsrate.